# Саэнс, Мануэла
Донна Мануэ́ла Са́энс де Верга́ра-и-Айспу́ру (исп. Manuela Sáenz de Vergara y Aizpuru, иногда используется вариант Мануэли́та Са́энс, исп. Manuelita Sáenz, 27 декабря 1797, Кито, Новая Гранада — 23 ноября 1856, Пайта, Перу) — латиноамериканская революционерка, возлюбленная Симона Боливара.
Мануэла родилась вне брака и рано потеряла свою мать, однако эти обстоятельства не помешали ей получить превосходное образование. Удачный брак, устроенный её отцом, помог Мануэле стать частью высшего общества, однако она продолжала быть недовольной гнётом испанской колониальной администрации и стала активной участницей революций и войн за независимость, охвативших континент. За активную поддержку повстанческого движения генерала Хосе де Сан-Мартина получила от него орден Солнца Перу. В 1822 году Мануэла познакомилась с Симоном Боливаром и сбежала с ним от супруга. Вплоть до конца жизни любовника она помогала ему и в борьбе с испанцами, и в правлении страной. За спасение лидера революции во время так называемого «Сентябрьского заговора» (исп. Conspiración Septembrina) получила от него титул «Освободительница освободителя» (исп. Libertadora del Libertador).
Вплоть до середины XX века личность Мануэлы рассматривалась вскользь и лишь в работах, посвящённых самому революционеру или войнам, которые он вёл. Лишь в 1944 году вышла полноценная монография, посвящённая революционерке лично, однако даже в ней описывалась в основном лишь личная жизнь и отношения с Боливаром. Только в более поздних работах, изданных после 1970-х годов, Мануэлу признали феминистическим символом войн XIX века, одним из двигателей революции в Латинской Америке и одним из символов борьбы сексуальных меньшинств за свои права. Ныне её фигура является популярным образом в литературе и кино.

## Историография
В первые годы роль Мануэлы Саэнс рассматривалась в литературе лишь на втором плане, всегда вместе с её любовником, «латиноамериканским Вашингтоном», Симоном Боливаром, что типично для многих великих женщин. Несмотря на высокую роль, которую она сыграла в освободительной борьбе, её имя нередко вовсе не упоминается в научной литературе, посвящённой этим событиям.
Лишь в 1944 году вышла полноценная монография, посвящённая именно Мануэле, в которой, впрочем, рассматривается в первую очередь её личная жизнь. После, в 1952 году, их любовную историю с Боливаром изучил писатель и археолог, специалист по цивилизации Майя, Виктор фон Хаген. Лишь после 60-х годов XX века Мануэлу стали рассматривать как женщину, самостоятельно сыгравшую немалую роль в истории освободительного движения, а широко изучаться эта роль стала в конце 90-х годов, когда её начали называть уникальной и не имеющей аналогов, благодаря лидерским качествам, которыми Саэнс обладала. При этом ещё в 1964 в издательстве университета Южного Иллинойса вышла первая работа за авторством Диметрио Агилера Мальта, в которой роль Мануэлы как одного из лидеров освободительного движения рассматривалась максимально подробно.
В годы жизни Мануэлы во всей испаноязычной Америке, которая является преимущественно католической, женщины рассматривались в одном ключе — как спутницы своих мужчин. В соответствии с христианской доктриной, основными достоинствами женщины считались целомудрие, умеренность, благоразумие, послушание, покорность, стойкость, великодушие, готовность к самопожертвованию и сдержанность в собственных силах. Основным местом женщины считался дом, а основными занятиями — готовка, уход за детьми и служба Богу. Когда началась борьба за независимость, соблюдение женских прав не были основными требованиями мятежников, но происходящие процессы на корню изменили общество, и женщины тоже в этом участвовали.
Историк Мерседес Гуль утверждала, что женщин на войне за независимость было много и все они использовали свои способы и свои женские средства в ходе борьбы против колониальной власти. Документы, доказывающие вклад женщин в дело завоевания свободы, отсутствуют в военных архивах, а личные архивы традиционно малоиспользуемы, хотя именно они свидетельствуют о высоком вкладе женщин. Грамотные представительницы женского пола смогли создать крупную информационную сеть, оказывавшую неоценимую помощь в деле освобождения колоний от испанского владычества. Они отвечали за передачу сообщений, имевших большое значение; во-первых, через тертулии, а во-вторых, они работали в качестве неофициальных информаторов, которые получали и передавали информацию, представлявшую наибольший интерес для освободительных войск. Участие женщин же непосредственно в боевых действиях не было сильно распространено. Те из них, кто находился в действующих армиях, в первую очередь выполняли работу врачей и медсестёр, а не солдат и офицеров.
Боливар звал Мануэлу «Освободительница освободителя», замечая, что она сыграла важнейшую роль в освобождении колоний от испанского владычества и что именно она дважды спасла ему жизнь, в том числе 25 сентября 1828 года, во время «Сентябрьского заговора».

## Ранние годы
Мануэла Саэнс родилась 27 декабря 1797 в Кито, столице Новой Гранады (ныне Эквадор). Мануэла была незаконнорождённым ребёнком Симона Саэнс де Вергара, чиновника Королевского двора Кито и коммерсанта, женатого на аристократке Хуане Марии дель Кампо, которая являлась дочерью его друга и бизнес-партнёра, и леди Кито Хоакины Айспуру-и-Сьера креольского происхождения. Дед по материнской линии происходил из испанской провинции Бискайя.
Когда Мануэла была ещё очень молодой, её мать скончалась, и заботы о дочери легли на отца, который сначала представил дочь супруге Хуане, приведя девушку в свой особняк. Здесь она познакомилась с темнокожими рабами, Натаном и Хонатаном. Как писал испанский писатель и культуровед Лус Чирибога, с первым из них она очень сдружилась, и то время, пока девушка жила у отца, они играли вместе. Мануэлу отправили в старейший и самый престижный в городе монастырь — Санта-Каталина де-Сиена. Здесь она обучилась грамоте. Известно, что в период своей жизни в монастыре Мануэла совершила побег с молодым армейским офицером, а впоследствии химиком и минералогом Фаусто де Эльхуяром, чтобы провести с ним вечер.
Будучи подростком, она жила на ферме, которую ей в наследство оставила мать, читала греко-римских классиков (Тацита и Плутарха) и французских авторов, овладела английским и французским языками. Помимо этого она научилась хорошо кататься на лошади. В целом её образование Ами Таксин в статье для издания Андского университета Симона Боливара оценивает как превосходное, одно из лучших для своего времени. Ко всему прочему, Мануэла, по её предположению, умела и любила писать романы. По словам той же Ани Таксин, она презирала светские беседы, но наслаждалась обсуждением философии, политики и текстов деятелей эпохи Просвещения.
Несмотря на то, что отец Мануэлы занимал весьма высокое положение в колониальном обществе, знать сторонилась её ввиду того, что она была незаконнорожденным ребёнком. Сама же Мануэла совершенно не хотела принимать действующий авторитарный колониальный режим. Это неприятие усугубили события 10 августа 1809 года — так называемая революция Чукисаке (исп. Revolución de Chuquisaca), в которой участвовала и сама Мануэла. После её подавления колониальные власти казнили около 400 бунтовщиков, среди которых были родственники и друзья девушки.

## Замужество и переезд в Лиму
В монастыре Мануэла жила до 17 лет. Её отец, пытаясь устроить самостоятельную жизнь дочери, выдал её замуж за английского торговца, проживавшего в Лиме — Джеймса Торна (англ. James Thorne). В качестве приданого он получил 8 тысяч песо. Англичанин был в 2 раза старше своей невесты, и его, скорее всего, очаровала красота суженой. Несмотря на то, что Мануэла на тот момент уже встала на путь борьбы за свободу, она всё же послушно последовала приказу отца. Свадьба состоялась в Лиме в 1817 году.
Брак повысил статус каждого из супругов в высшем обществе Лимы. Замужество сгладило незаконное, внебрачное происхождение Мануэлы; благодаря ему прочие знатные люди Лимы стали относиться к ней как к равной себе. В высшем обществе часто обсуждали слухи о политике и делились информацией о военной стратегии роялистов, сражавшихся с повстанцами на стороне Испанской империи. Согласно профессору Флоридского университета Н. Футу, Мануэла была желанной и частой гостьей на балах вице-короля Перу Хоакина де ла Песуэлы и одновременно с этим дружила с Росиной Кампусано, чей салон был центром деятельности перуанских патриотов и борцов за свободу, действовавших в подполье. Сама Мануэла стала активной участницей этого сопротивления и даже предоставила свой дом для сборов лидеров войск повстанцев. Именно туда прибыл Хосе де Сан-Мартин, будущий национальный герой Аргентины. Мануэла предложила ему личную помощь и помощь своих рабов в освободительной деятельности против правительства колонии. Она согласилась предоставлять информацию о планах колониальной администрации. По предположению профессора Фута, действия Мануэлы основывались на её личных убеждениях, сформированных в детстве на основе многочисленных прочитанных философских работ и на её происхождении креолки-бастарда.
Среди знакомых Мануэлы были разные точки зрения на деятельность Мануэлы. По оценке историка-латиноамериканиста и шпиона И. Р. Григулевича, её муж был в ужасе от происходящего. Но среди её окружения были и те, кто поддерживал освободительную борьбу. Подобная деятельность даже не выходила за рамки сферы домашней работы и женского круга общения, и Мануэле не приходилось ломать рамки существовавшей тогда гендерной нормы. Находясь в мире политики, благодаря мужу и отцу, которые входили в высшие круги колониальной администрации, она могла без особых трудностей узнавать необходимую Хосе и его людям информацию, передачей которой занимались рабы, так как люди из окружения Мануэлы подозревали, что она может быть причастна к сепаратистскому движению (например, отец пытался в своё время отговорить девушку от рискованного предприятия). На стороне Мануэлы выступали её подруги Поликарпа Салавариета Риос и Балтазара Теран. С этими девушками у неё сложились особенные отношения, она вела с ними тёплую регулярную переписку.
Кроме того Мануэла передавала борцам за независимость деньги. Экономическая помощь составила несколько тысяч песо и была так важна армии эквадорских повстанцев, что они объявили свою благодетельницу «одной из тех жительниц Эквадора, что оказали наиболее важную помощь в свержении „престола тирании“». 9 октября 1821 года Эквадор провозгласил свою независимость. Мануэла на тот момент уже вернулась из Лимы, по её словам, чтобы потребовать свою часть наследства. Вместе со своим единокровным братом Хосе Марией она находилась в Кито. 24 мая 1822 года произошла битва при Пичинче под командованием Антонио Хосе Сукре, которая де-факто освободила Эквадор от колониальной зависимости.
За активное участие в подпольной деятельности леди Саэнс получила от Сан-Мартина орден Солнца Перу, учреждённый им для награждения самых видных участников войны за независимость. Вручение состоялось в 1822 году во дворце Кито, на тот момент освобождённом Сан-Мартином. Помимо этого Сан-Мартин включил Мануэлу в «Общество патриотических дам».

## Знакомство и отношения с Симоном Боливаром
Я не знаю, как разрубить этот узел чистой любви и греховной страсти, который сам Александр Македонский только ещё крепче завязал бы своим мечом…Симон Боливар
До 1944 года авторы работ о Мануэле среди всех эпизодов её биографии уделяли особое внимание знакомству и отношениям с Симоном Боливаром. После акцент несколько сместился, но это событие всё равно занимает значительное место в её биографиях. Встреча будущих любовников состоялась 16 июля 1822 года, когда уже освободивший Венесуэлу и Колумбию военачальник прибыл в Кито. Когда утром Боливар в сияющих доспехах въезжал в город, незнакомка бросила ему с балкона лавровый венок. Вечером в тот же день они встретились на балу, где военачальник не преминул возможностью пригласить таинственную незнакомку на танец. Популярный освободитель был известным любителем женщин. Вспыхнувшее во время танца чувство многие авторы описали как страстное, всепоглощающее и не прошедшее до самой смерти.
В своём дневнике Мануэла так описала встречу с Симоном Боливаром:
|               | Cuando se acercaba al paso de nuestro balcón, tomé la corona de rosas y ramitas de laureles y la arrojé para que cayera al frente del caballo de S. E.; pero con tal suerte que fue a parar con toda la fuerza de la caída, a la casaca, justo en el pecho de S. E. Me ruboricé de la vergüenza, pues el Libertador alzó su mirada y me descubrió aún con los brazos estirados en tal acto; pero S. E. se sonrió y me hizo un saludo con el sombrero pavonado que traía a la mano. (исп.) |  | Когда он подходил к проходу под нашим балконом, я взяла венец из роз и веточек лавра и бросила его так, что он упал перед Симоном. И так удачно, что попал ему прямо на грудь. Я покраснела от стыда, потому что Освободитель поднял глаза и обнаружил меня, стоящую со всё еще вытянутыми руками. Он улыбнулся и отсалютовал мне синей шляпой, которую держал в руке. (рус.) |  |
| Manuela Sáenz | |  | |  |

На первый взгляд казалось, что эти чувства должны были быстро остыть, но Мануэла оказась решительно настроена на продолжение отношений. Она покинула мужа, что было беспрецедентным для того времени шагом. Этим она эпатировала общество, ибо развод ещё не был законен, муж даже имел право заточить её в монастырь. В дальнейшем супруг неоднократно умолял её вернуться, однако женщина была непреклонна в своём решении и отправилась в военный поход за своим возлюбленным, оставив письмо со словами:
Нет, нет и нет. Тысячу раз нет! Почему Вы настаиваете на изменении решения? Милорд, вы превосходны, неподражаемы. Но задумайтесь Вы на мгновение, почему после того, как Вы так любили меня в течение многих лет, будучи уверены в том, что и у меня есть место для Вас в сердце, я всё равно предпочла бы быть женой Отца, Сына или Святого Духа, а не Вашей? Я очень хорошо знаю, что не могу присоединиться к нему [Симону] из-за законов чести, как Вы их называете, но неужели Вы думаете, что я чувствую, как у меня уменьшается честь лишь из-за того, что он мой любовник, а не законный муж?Мануэла
Мануэла была Боливару не только любовницей, но и верной соратницей, спутницей и советницей. Официально она являлась хранительницей его личного архива, исполняя эту обязанность до самой своей смерти. Однако помимо этого женщина играла важную роль и в борьбе за независимость, и в послевоенных усилиях Боливара по созданию республики. Мануэла и сама находилась на поле боя — перевязывала раненых и вытаскивала с поля боя убитых.

### После основания республики
10 июля 1825 года собравшаяся в Чукисаке группа депутатов единодушно приняла решение о необходимости создания нового независимого государства на севере Великого Перу. 1 августа 1825 года она провозгласила Боливарскую республику (также известную как Республика Боливара), которую позже переименовала в Боливию. Мануэла в это время стала посредницей между ним и его окружением, собирая необходимые данные и принимая непосредственное участие в политической жизни страны.
В январе 1827 года, после того как Боливар основал единое государство, в одной из его частей — Перу — вспыхнуло восстание за независимость под руководством Анастасио Бустаманте. Венесуэльский учёный и писатель Рикардо Пальма в своём классическом труде «Tradiciones peruanas» писал о том, что Мануэла противодействовала этому восстанию даже активнее самого Боливара. Она вошла в казарму, переодетая в мужчину и спровоцировала недовольных происходящим на собственное успешное восстание против Бустаманте. В ответ на эти события генерал Мануэль де Видауре выразил недовольство непокорством Саэнс и заявил о необходимости изгнать её из Нового Перу. Восстание захлебнулось, в 1829 году между Перу и Колумбией был подписан мир. Бустаманте направился в Мексику, где конгресс избрал его вице-президентом, а на следующий год и президентом страны.
Даже находясь далеко друг от друга, Симон и Мануэла регулярно обменивались письмами, в которых Боливар признавался, что каждую секунду думает лишь о ней и о нелёгкой судьбе, на которую её обрёк. В ответ Мануэла писала лишь то, что никакая разлука не способна заставить её разлюбить Симона и что она будет любить лишь его пока живёт. После смерти Боливара женщина сказала о нём следующие слова: «Пока Боливар был жив я обожала его. Когда он умер, я поклоняюсь ему».

## Спасения жизни Боливара

### Попытка покушения на маскараде
Первая попытка убийства Боливара произошла в августе 1828 года на маскарадном балу. Как писал эквадорский писатель и историк Мануэль Калле, заговорщики планировали нанести удар в 11 часов вечера, но Саэнс удалось прослышать об их планах. Минуя охрану, она прошла на бал, на который приглашена не была, и стала разговаривать с Боливаром о всякой ерунде, говоря иррациональные и совершенно непонятные вещи. Боливар решил, что возлюбленная заболела, и вместе с ней покинул вечеринку раньше назначенного времени. Лишь потом Мануэла призналась, что таким странным способом спасала ему жизнь.

### Сентябрьский заговор
После победы над Испанской колониальной империей объединиться революционеры так и не смогли. В 1828 году у Боливара возник конфликт с Франсиско де Паула Сантандером. В том же году Симон провозгласил создание Великой Колумбии и стал её диктатором. Тогда же Мануэла Саэнс с согласия любовника устроила политическую демонстрацию, в ходе которой очень похожий на Сантандера манекен лежал в подобии землянки с простреленной спиной. Этим женщина показывала, что Франсиско не доверяют даже его солдаты и не стоит пытаться что либо противопоставить Боливару.
Позже в этом же году Боливар назначил Франсиско полномочным послом в Соединённых Штатах, но Сантандер не спешил туда направляться, стремясь как можно дольше оставаться в Боготе. Тем временем количество заговорщиков продолжало расти, и наиболее активные из них — начальник генерального штаба полковник Герра, его помощник венесуэлец майор Карухо и француз Ормэ — предложили Сантандеру лично поучаствовать в нападении. Он отказался, сославшись на то, что хочет прийти к власти с чистыми руками, но Боливару о готовящемся нападении всё же не рассказал.
25 сентября 1828 года Боливар и Мануэла находились в Боготе. Боливар был болен и лежал в постели после горячей ванны. В полночь в доме поднялась суматоха, раздались выстрелы, разбудившие военачальника. Женщина велела Боливару одеться и прыгнуть в окно. Схватив оружие, он последовал её совету и, оказавшись на улице, направился в болотные заросли, где был вынужден временно укрыться. Тем временем заговорщики, убив одного из адъютантов Боливара и ворвавшись в спальню к Мануэле, потребовали от дамы рассказать, куда делся её любовник. Она соврала, что его в срочном порядке вызвали на совещание.
Шум и суматоха в особняке всколыхнули солдат, живших по соседству. Прибывший в казармы военный министр и генерал Рафаэль Урданета увидел, как заговорщики подговаривали солдат совершить бунт, однако те неуверенно отказывались. Заметив военачальника, они в полном составе встали на его сторону. Попытка мятежа провалилась. Пришедший к Боливару Сантандер поздравил его с победой и смог убедить Симона в том, что заговорщиков необходимо казнить, чтобы избежать подобного в дальнейшем. Боливар после долгих раздумий согласился: 14 человек расстреляли на площади Боготы, а Сантандеру, чьё участие в деятельности заговорщиков тоже было доказано, казнь по личному указу диктатора была заменена ссылкой.
За неоценимую помощь в спасении от заговорщиков, Боливар нарёк возлюбленную «Освободительницей освободителя». В память о попытке покушения на стене дома установлена памятная доска с надписью на латыни за авторством колумбийского гуманиста Мигеля Тобара:
|  | Siste parumper, spectator, gradum/Si vacas miraturus viam salutis/ Qua sese liberavit/ Pater salvatorque patria/ Simón Bolívar/ In nefanda nocte septembrina/ An MDCCCXXVIII. (лат.) |  | Остановись, зритель, минутку и посмотри на путь спасения Отца и Освободителя нации Симона Боливара в гнусную сентябрьскую ночь 1828 года (рус.) |  |
|  | |  | |  |

## После смерти Боливара
В январе 1830 года Боливар подал в отставку с поста президента Великой Колумбии, окончательно покинув его 27 апреля. Тогда же он собрал вещи и вместе с Мануэлой направился в Картахену, намереваясь отправиться в эмиграцию либо в Европу, либо на Ямайку. До Картахены возлюбленные не добрались, Симон скончался неподалёку, в порту Кинта-де-Сан-Педро-Алихандрино 17 декабря 1830 года, ровно через 11 лет после основания Великой Колумбии. Причиной смерти, предположительно, стал туберкулёз.
После смерти Симона власти Великой Колумбии стали опасаться, что Мануэла возглавит оппозицию действующему правительству Хоакина Москеры и вернувшегося Удранеты. Ами Таксин назвала её по-настоящему сильным лидером, который при желании мог без особых проблем сплотить ряды недовольных властью новых господ и сам прийти к ней. Вскоре правители совместно приняли решение изгнать женщину из страны. Перед этим они заключили Мануэлу в тюрьму за продвижение боливарианских идей, которые, по мнению нового правительства, могли погубить государство. Её обвинили в том, что она издавала газету под названием «Вавилонская башня», которая занималась подстрекательствами к мятежу против нового диктаторского правительства. Мануэла действительно была популярным лидером (особенно среди женского населения бывшей колонии), поэтому граждане Боготы встали на её защиту и написали коллективное письмо, в котором уверяли, что женщина не способна на эти действия. За раскрытие заговора Мануэлу в письме называли спасительницей всей Колумбийской нации, а не только Боливара. Тем не менее, Мануэлу освободили из-за решётки лишь когда она пообещала покинуть страну.
Освобождённая Мануэла направилась на Ямайку, однако пробыла там менее года, переехав в Эквадор. Спустя пять лет, в 1835 году, оттуда её также изгнали по приказу президента страны Висенте Рокафуэрте, который аннулировал пропуск Саэнс. Объясняя свой поступок, он писал Хуану Хосе Флоресу, что Мануэла может разжечь пламя революции и представляет опасность для государства в целом и для него в частности. Она должна покинуть страну, пока не будет установлен прочный мир. В следующем письме он сравнивал девушку с изгнанной Наполеоном Бонапартом Мадам де Сталь, которая, по его словам, была менее опасна для власти последнего, в отличие от обладающей несомненными лидерскими качествами и способной на революцию Мануэлы.
По словам Памеллы Мюррей, Мануэла попыталась вернуться в Колумбию, но, видимо, подавляющая часть консервативного общества так и не простила ей то, что она любила человека без каких либо условностей и покинула законный брак ради него. Тогда Мануэла переехала в небольшой город Пайта в Перу, где зарабатывала торговлей сладостями и табаком. Она собирала письма Боливара в единую книгу, чтобы навсегда сохранить память о нём. По сообщениям Памеллы Мюррей она жила достаточно бедно, а брошенный ею муж, наследство которого составило 8 тысяч песо, после смерти не оставил ей ничего, передав все деньги в дар государству.
По словам Ами Таксин, Мануэла в то время помогала местному правительству в шпионаже. Именно в эти годы, как она считает, и проявились в полной мере её способности к сбору информации. В частности, именно Саэнс проинформировала президента Эквадора Хуана Флореса о готовящемся против него заговоре знати. Помимо этого она собрала информацию и об амбициях боливийского правительства по захвату земель республики. Мануэла находилась на должности почётного советника президента до самой отставки Флореса. Она организовала в стране эффективную шпионскую сеть, которая помогала президенту не потерять власть в наиболее сложные годы первых лет существования республики. В те годы происходили войны и отдельные бои между новообразовавшимися государствами за передел сфер влияния на континенте. Перуанская армия попыталась взять пограничные земли Эквадора, однако, благодаря умелым действиям сети информаторов Мануэлы неожиданного нападения не получилось, и армия Эквадора сумела подготовиться и нанести поражение противнику.
В 1830-х годах журнал La Linterna mágica, издаваемый анонимным редактором, стал публиковать угрозы и призывы к свержению строя Флореса. Он выступал с ксенофобской точки зрения и пытался убедить население, что новое правительство, состоящее из тех же испанцев, ничем не лучше колониальной администрации, свергнутой в ходе войны, и что независимости они так и не добились. Мануэла активно боролась против данной кампании и смогла найти редактора, которого войска республики схватили и выслали из страны.

## Похороны
Мануэла скончалась 23 ноября 1856 года в городе Пайте, во время эпидемии дифтерии. Изначально её захоронили в братской могиле там же. В 2010 году было решено перезахоронить останки, но они так и не были найдены. Тогда с места её захоронения взяли горсть земли, поместили в урну и похоронили при участии президента Венесуэлы Уго Чавеса и президента Эквадора Рафаэля Корреа в Национальном пантеоне в Каракасе рядом с остатками Боливара, которые из Колумбии ранее передал мэр Боготы.

## Оценки
По словам профессора Флоридского университета Н. Фута, «Мануэла бросала вызов патриархальным нормам на каждом этапе жизни: покинула монастырь, оставила мужа ради возлюбленного, участвовала в военных сражениях и стала политической изгнанницей». Но вместе с тем, согласно тому же автору, она «подтверждала и умело использовала свой гендерный статус: использовала свой женский круг общения, женскую дружбу и женские сплетни, чтобы получать информацию и в годы войны за независимость, и после установления республики».
После 70-х годов XX века Саэнс стали активно называть латиноамериканским символом феминистической борьбы. Так её охарактеризовали доктор истории и профессор университета Тулейн Памелла Мюррей и Ами Таксин. Последняя, помимо этого, назвала Мануэлу одним из наиболее влиятельных лидеров в кампаниях за независимость и одной из немногих женщин, «что смогли прокрасться сквозь гендерные предрассудки и донести свою идею». Альфонсо Гонсалес в своей монографии — первой в истории, посвящённой в первую очередь Мануэле, — описал её как женщину, вышедшую из под контроля, заключённую собственным мужем в «душевную тюрьму» за желание быть свободной, за желание любить и ненавидеть, и покинувшую его из-за желания из этой тюрьмы вырваться. Нела Мартинес, эквадорская политическая активистка, настаивала на важности Саэнс как той, что «должна быть самой прославленной женщиной из Кито», хотя, «как это ни парадоксально», малоизвестной в своём вкладе в дело независимости, который включает в себя экономическую поддержку повстанцев и работу ревностного хранителя архива Освободителя и самого Симона.
Колумбийский социолог и основатель женского общества в Кали Елена Гарсес в своей монографии отметила, что пара Мануэла-Симон ещё в начале XX века стала в Латинской Америке символом непотопляемой любви всем назло, неким аналогом Ромео и Джульетты. Основатель церкви Саентологии Рон Хаббард, ссылаясь на работу латиноамериканиста Фон Хагена, описал Мануэлу как умную, красивую и способную. При этом он посчитал её женщиной с трагической судьбой, поскольку Боливар никогда не находил ей должного применения, не делил власть, не защищал и не ценил достаточно высоко. Ведь он так никогда на ней и не женился, и она осталась в глазах общества женщиной отчуждённой, предавшей собственного мужа. Хаббард назвал её главной ошибкой то, что она «привела к краху Сантандера, главного врага Боливара». Поэтому Саэнс и умерла нелёгкой смертью, «в нищете, покинутая друзьями и изгнанная врагами». По мнению Хаббарда, Саэнс и Боливар, сражаясь со скрытым врагом — католической церковью — оказались при этом убиты собственными друзьями.
Великий революционер и национальный герой Италии Джузеппе Гарибальди описал её как женщину, обладавшую невероятно светлым умом и памятью, которая всю жизнь помнила окружавших её людей в мельчайших подробностях.

### Участие в боевых действиях
Вероятность непосредственного участия Мануэлы Саэнс в боях является предметом споров. Некоторые историки (например Висенте Лекуна, благодаря которому была сохранена значительная часть наследия Симона Боливара) посчитали, что она лишь принимала корреспонденцию и находила данные. Другого мнения придерживался лично знакомый с Мануэлой журналист и политик Хуан Венансио Ортис. В издании Papel Periodico ilustrado в 1886 году он писал, что Мануэла всегда одевалась как мужчина и ездила по полю боя верхом. В 1907 году он же писал в газете Reminiscencias: «Ей было 24 года, когда я встретил её… она знала, как обращаться с мечом и пистолетом; очень хорошо ездила верхом на лошади, одетая как мужчина, в красных брюках, чёрной бархатной руане и со свободными волосами».
Знаменитый французский химик и агроном, основатель химико-физиологической школы научной агрономии и член Парижской академии наук Жан Батист Буссенго, лично знакомый с Саэнс, в своих мемуарах напрямую утверждал, что она участвовала в войне, написав следующее: «Она доказала свою военную смелость вместе с генералом Сукре когда участвовала в битве при Аякучо, последней битве между американцами и испанцами». Правда Буссенго широко известен своей склонностью к преувеличениям, поэтому его оценкам современные историки не доверяют. Несмотря на это, в большинстве своём они сходятся во мнении, что обращаться с оружием и ездить верхом Мануэла умела и, вероятно, знала о военной тактике.

### Ориентация
Бусенго, рассказывая о поведении девушки в своих мемуарах, выдвинул предположение, что Мануэла была бисексуальна, в частности заявляя о её «необъяснимо близких отношениях» с подругами Полисарпой и Балтазарой. Профессор Памелла Мюррей, как и другие, отмечая склонность Буссенго к преувеличениям, в своей биографии Мануэлы, однако, на основании исследования писем Мануэлы пришла к выводу, что в этом случае он вполне мог оказаться прав, ведь порой в них встречаются даже более искренние и тёплые слова о любви именно к подругам, чем к Боливару (которого она, тем не менее, называла до конца своей жизни единственным человеком, которого не просто любила, но и боготворила).
О возможной бисексуальности девушки писал и Хосе Фернандо Серано Амая из Андского университета в Венесуэле. В частности он утверждал, что Мануэла стала символом не только феминизма, но и борьбы сексуальных меньшинств (в том числе гомосексуальных и трансгендерных людей) за свои права. Её именем апеллировали многие, кто предлагал последовать примеру Нидерландов и легализовать однополые браки в Эквадоре.
На основании того, что Мануэла постоянно ломала стереотипы о женщинах в принципе и на основании её тёплых писем к подругам, о присутствии у Мануэлы как минимум зачатков «поведенческой бисексуальности» сделал вывод профессор Уэслианского университета Роберт Т. Кон, однако подчеркнув, что однозначных доказательств тому всё же нет.

## Память
В историческом районе Боготы Ла Канделария на площади Сан-Карлос (в настоящее время площадь Руфино Хосе Куэрво) находится музей «La Casa de Manuelita Sáenz», расположенный в доме, в котором Саэнс жила с 1828 по 1830 годы, до смерти Освободителя Симона Боливара. Этот музей, объединённый с Музеем региональных костюмов, рассказывает в основном о нарядах, которые носила Мануэла.
На юго-востоке Боготы, в районе Сан-Кристобаль есть школа, носящая имя Мануэлиты Саэнс.
В мае 2010 года президент Эквадора Рафаэль Корреа открыл бюст Мануэле Саэнс в Буэнос-Айресе, столице Аргентины.
В районе Сан-Маркос, секторе исторического центра Кито, находится музей Мануэлы Саэнс, основанный историком Карлосом Альваресом Саа в 1992 году. В парке Ла-Амеда в столице Эквадора установлен небольшой бюст Мануэлы; её именем названа улица на севере города и одна из 8 зональных администраций, а именно Zona Centro. В 2007 году, во время церемонии празднования 185-летия битвы при Пичинче, в зале гербов Храма Отечества установили ещё один бюст. Тогда же Мануэле Саэнс присвоили звание почётного генерала Эквадора за её вклад в победу в войне. В 2013 году, напротив мавзолея Боливара была установлена 14-метровая скульптура Rosa Roja de Paita, посвящённая Мануэле. Имя Мануэлы Саэнс носит один из нефтеналивных танкеров государственной компании PDVSA.

## В культуре
Мануэле посвящено более десятка различных больших произведений в основном драматического характера и множество стихотворений. Знаменитый колумбийский писатель-прозаик и лауреат Нобелевской премии по литературе 1982 года Габриель Гарсиа Маркес выпустил в 1989 году роман «Генерал в своём лабиринте» о последних днях жизни Боливара, позже неоднократно переизданный. В нём Мануэла играет одну из основных ролей. В 2010 году известный чилийский поэт и прозаик Пабло Неруда сочинил посвящённое Мануэле стихотворение «La Insepulta de Paita», а в посвящённом ей романе он назвал женщину символом женской освободительной борьбы в Латинской Америке. Мануэле посвящено произведение «La celebración» — драматический монолог эквадорского писателя Луиса Зуньиги, опубликованный в журнале Kaviernícolas, Palabras sobre la mesa в Кито в 2018 году. Он же посвятил ей книгу «Manuela: novela».
Образ Саэнс использовался во множестве театральных постановок на территории Латинской Америки. Первой из них стала «Manuela Sáenz» Луиса Перасы, поставленная в Каракасе в 1960 году. Наиболее важной считается «In La muerte viene de dallas» Альваро Сан-Феликса, премьера которой состоялась в Кито в 1978 году. За данную постановку режиссёр получил национальную театральную премию Эквадора, а сама пьеса стала крайне популярна в Латинской Америке и популяризировала образ Мануэлы для театра и телевидения. Помимо этого Альваро поставил спектакль «Una loca extrella» (дословно — «Сумасшедшая звезда») в 1998 году. Это была первая работа, сюжет которой был основан не на любовных отношениях Мануэлы, а на её лидерских качествах и влиянии на войну за независимость.
Впервые образ Мануэлы был использовал на телевидении тогда же, когда и вышла пьеса Альваро, — в 1978 году, когда на территории Колумбии была поставлена теленовелла «Мануэлита Саэнс». В дальнейшем к нему неоднократно возвращались телевизионщики. В 2000 году венесуэльский режиссёр Диего Рискес поставил драму «Manuela Sáenz». Продюсером кинокартины стал Леонардо Падрон, в роли Мануэлы снялась Беатрис Вальдес. В 2015 году вышел колумбийский сериал «Встреча в Гуякиле», который рассказывает о встрече Сан-Мартина и Боливара, которая смогла случиться лишь благодаря усилиям Розы Кампусано и Мануэлы Саэнс.
На территории Европы образ Мануэлы был впервые использован в испанском телесериале о путешествиях во времени «Министерство времени». В нём Мануэла (в исполнении Иммы Ллорет) появилась в 31 эпизоде (11 эпизод 3 сезона), который увидел свет в 2017 году. В этом эпизоде герои сериала попадают во времена войны за независимость и встречают Боливара и его любовницу.

### Комментарии
1. ↑  Женский вариант титула Дон (исп. Don), аналога англоязычного сэр, которым обращаются к рыцарям, награждённым за гражданскую службу[1]. Мануэла носила такой титул ввиду того, что награждена орденом Солнца Перу ➤. Награждённые им также имеют ещё один титул — «Рыцарь Солнца» (исп. Caballero del Sol)[2]. Мануэла носила его женский вариант, не имеющий аналога в русском языке, — «Caballeresa del Sol»[3].
2. ↑  Другой вариант названия — «Крик независимости», исп. Grito de la Independencia[31].
3. ↑  Испанский вариант имени — Хайме Торн, (исп. Jaime Thorne)[20].
4. ↑  Аналог визы в то время. Сама виза появилась лишь в конце Первой мировой войны[77].
5. ↑  см., например, первый его выпуск на Google books[84].
6. ↑  Свободная накидка, один из элементов перуанского костюма
7. ↑  Об этой его склонности заявляли, например, Гонсало Умберто Мата Ордоньес[103], Ами Таксин[104] и живший с ним в одно время химик и член Лондонского королевского общества Джозеф Гилберт[105].
8. ↑  Однополые браки в Эквадоре были легализованы уже после выхода этой работы, в 2008 году, после принятия социалистической конституции[109].

## Первоисточники
- Bolívar Simón. The Hope of the Universe (англ.) / José Luis Salcedo Bastardo[исп.] & Arturo Uslar Pietri. — Paris: UNESCO, 1983. — 326 p. — ISBN 978-92-3-102103-9. — ISBN 92-3-102103-6.
- Manuela Sáenz. Manuela Sáenz: epistolario (исп.) / ed. Jorge Villalba. — San Francisco de Quito: Banco Central del Ecuador, Centro de Investigación y Cultura, 1986. — 232 p. — (Colección Epistolarios). — ISBN 978-9978-72-137-7.
- Manuela Sáenz. Los diarios perdidos de Manuela Saenz y otros papeles (исп.) / Carlos Alvaros Saa, ed. — Bogota: Fundation Fica, 2005. — 182 p.